# Guadix Club de Fútbol
El Guadix Club de Fútbol es un club de fútbol de España, de la ciudad de Guadix en la provincia de Granada. Milita en la Primera División Andaluza Sénior de Granada y viste camiseta blanca y roja con pantalón blancos. 
Como éxitos más recientes se encuentra el ascenso a Tercera División de España en el año 2014. Quedó encuadrado en dicha competición en el grupo 9 y acabó la última temporada, la temporada 2017/18 descendiendo de nuevo a Regional Preferente, aunque pudo salvar la categoría debido al aumento de plazas en el grupo 9 de Tercera División.

## Historia
Su andadura comienza en 1932. Su mayor logro son sus cuatro temporadas en Segunda B.

### Los inicios
Los primeros datos del club datan del año 1917, pero federado como tal, hay datos desde 1932-1933 no como Guadix C.F., sino como UD Accitana. Finalmente en el año 1954-55 ya aparece como Guadix C.F. y federado. Su primer presediente fue Alfonso García Morales, permaneciendo más de 25 años en el cargo.

### Los éxitos
El Valencia, subcampeón de Europa y líder de la liga, vivió otra jornada negra que pasará a formar parte de su historia. Guadix será otro de los nombres malditos del valencianismo -como lo son Karlsruhe, Nápoles, Las Palmas o Pamplona-, puesto que allí el equipo de Héctor Cúper quedó apeado de la Copa del Rey por el colista del grupo IV de Segunda B. Con toda justicia, marcó tres goles en la primera mitad, el equipo accitano dio otra vuelta de tuerca a esta competición de masivas sorpresas.
La primera mitad fue un suplicio. El Valencia, sin la mejor actitud para jugar una eliminatoria de solo noventa minutos, dobló la rodilla ante el Guadix. Fue un problema de motivación -los de Cúper estaban demasiado relajados ante un rival al 200 por ciento- y también una cuestión futbolística. Porque pese a que pueda sorprender, el Valencia estuvo a merced del equipo accitano durante los primeros cuarenta y cinco minutos.
Sin un hombre que tomara el mando en el centro del campo -ni Milla ni Deschamps organizaban-, el fútbol valencianista se limitó a pases en largo de Ayala buscando a un desafortunado Diego Alonso que parecía que jugaba con ellos. Si a esto le añadimos el lamentable partido de Palop -inexplicable que se tragara tres goles-, se explica el porqué de la desfeta de los de Cúper.
Y es que la ilusión de los jugadores del Guadix tuvo su recompensa. En el partido de su vida, el equipo de Antonio Teixidó perdió el respeto al Valencia y de no ser por un tanto de Vicente en el último minuto del primer período, habría sentenciado la eliminatoria en un abrir y cerrar de ojos. Tan mal vio las cosas Cúper que realizó dos cambios en el descanso. El técnico argentino, inmovilista como nadie, decidió dar entrada a Baraja y Carew en lugar de Milla y Alonso buscando un hombre que organizara en la media y otro que definiera en ataque.
En un minuto la decoración cambió. Fue el tiempo que necesitó Baraja para acortar distancias. El centrocampista hizo subir el 3-2 al marcador tras aprovechar un servicio de Sánchez. Cuando parecía que había partido -después de una buena reacción-, un gol de Samuel (4-2) dejó prácticamente sentenciado el choque. El defensa del Guadix remató de cabeza lejos del alcance de Palop y el Valencia dijo su adiós al encuentro y a la competición.
El Valencia, con Zlatko Zahovič en el campo, lanzó un tremenda ofensiva contra la portería de Jesuli buscando un gol que le metiera en el partido -primero- y otro tanto que le permitiera llegar a la prórroga. Pero el Guadix no solo se limitó a verlas venir y buscar el contragolpe, sino que quiso continuar jugando al fútbol buscando otro gol en su día grande. A falta de tres minutos, Zahovic marcó el 4-3. El colegiado Carmona alargó el partido otros seis minutos, y en ese momento llegó el penalti sobre Angulo. Zahovic, sobre la bocina, empató la eliminatoria. En la prórroga, y con las fuerzas escasas, Sánchez mandó el balón al palo en dos ocasiones consecutivas. Fue mala suerte. En los penaltis, auténtica lotería, el gordo le cayó al Guadix. Angulo lanzó muy muy alto el último disparo del partido. Fue un triste adiós a la Copa por parte del Valencia y una tremenda alegría para el Guadix.
En la siguiente ronda le tocó el vecino, el Granada C.F.. El Granada les eliminó después de una agónica tanda de penaltis en Los Cármenes. Ese fue el fin del Guadix en la Copa del Rey, y en la actualidad no ha vuelto a jugar más en dicha competición.

### Desaparición del Guadix C.F.
Dentro de la triste y nefasta historia del Guadix C.F., se encuentra la pérdida de la categoría de Tercera División, Grupo Noveno, como consecuencia del traspaso de la plaza en la temporada 2004/05 al Granada Atlético capitalino fundado por un grupo de empresarios liderado por Roberto García Arrabal. Así la temporada mencionada el equipo pasaría a llamarse Granada Atlético, compitiendo en Tercera División, Grupo Noveno.
Aparte de la compensación económica que recibió la Junta Directiva, presidida por el también constructor accitano, José María Hernández Porcel, el club de la capital cedió los derechos del Íllora, club que competía en Primera Andaluza, y que pasó a llamarse, Guadix C.D.
En la temporada 2005/06 ya en Primera Andaluza, el nuevo equipo Guadix C.D. heredero del Guadix C.F. quedó octavo; lejos de las pretensiones de volver a Tercera que presumía la directiva con el equipo económicamente fortalecido.
En la siguiente temporada, 2006/07 el Guadix C.D. perdió la categoría y descendió a Regional Preferente al quedar décimo tercero en su grupo.
En la temporada 2007/08 el Guadix C.D. consigue retornar a Primera Andaluza, quedando segundo clasificado.

### Vuelta del nuevo Guadix C.F.
En la temporada siguiente, la 2008/09 la junta directiva cambia la denominación del Guadix C.D. y como heredero del desaparecido Guadix C.F. retoma este glorioso nombre con el firme propósito de volver a Tercera División, y devolver al lugar que -como mínimo- corresponde a este equipo. Durante las siguientes temporadas el Guadix coqueteó con un ascenso (siempre acabó en el quinto puesto o más arriba) que finalmente nunca conseguiría.

### Vuelta a Tercera División
Al término de la Temporada 2013/2014, el Guadix C.F. ha vuelto a la Tercera División, Grupo IX, después de disputar una gran temporada en la que ha pugnado constantemente por el liderato junto al CD Ejido 2012. En el último partido de la campaña (08/06/2014), frente al Huétor Vega, la victoria del equipo accitano por 0 - 2, le ha servido para recuperar en el terreno de juego la categoría pérdida en los despachos.
Actualmente milita en la Tercera División, dentro del Grupo IX, y su vuelta ha sido muy positiva, quedando 9º en la tabla final con 51 puntos, salvándose con mucha antelación y quedándose incluso cerca de los puestos de play-off por el ascenso a la Segunda División B. Especialmente meritoria, fue la campaña del veterano delantero local, Ramón Ubric, quien anotó un total de 15 goles. La siguiente temporada (2015/16) y de nuevo a las órdenes de Roberto Cuerva, fue aún mejor. Aunque el equipo comenzó la campaña algo dubitativo, con buenos resultados en casa y malos a domicilio; encontró la regularidad en la segunda vuelta, finalizando en una excelente 7ª posición, quedando a un paso de los play-off. Especialmente destacaron esta temporada, los tres delanteros del equipo (Ubric, Pedro Corral y Fefo) que marcaron entre los tres más de 30 goles. 
La siguiente temporada (2016/17) y, pese a la salida de Ramón Ubric al C.D. Rincón (su máximo goleador histórico y uno de sus mejores jugadores), se presentaba ilusionante, y más cuando el equipo comenzó ganando los tres primeros partidos de la campaña situándose en el primer lugar de la clasificación. No obstante, pese al gran comienzo, el Guadix fue bajando sus prestaciones en las siguientes jornadas, aunque sus resultados en casa le salvaron de mantener un puesto en la zona de play-off durante la primera vuelta. Sin embargo, la segunda vuelta fue pésima, con apenas 5 victorias, que hicieron terminar al Guadix décimo en la tabla clasificatoria, muy lejos de los objetivos fijados por el equipo al comienzo de la temporada. Esta crisis, acabó con la etapa de Roberto Cuerva al frente del equipo a final de temporada, cerrando un ciclo histórico de 3 años. 
La (temporada 2017/18) se presentaba como una verdadera incógnita debido a los problemas económicos, el mal final de campaña del año anterior, la salida de jugadores referentes durante los últimos años (Fefo, Carlos Jiménez, Joselu, Darío...), la construcción de un equipo canterano y la llegada de un técnico joven y sin apenas experiencia como Luis del Moral. La apuesta resultó todo un fiasco y del Moral fue destituido a finales de noviembre con el equipo en puestos de descenso, con apenas 2 victorias en 14 partidos y a 3 partidos de diferencia de los puestos de salvación. Fue sustituido por Gabri Padial. Con el durqueño el equipo mejoró algo, fuera de casa empezó a ser competitivo y de su estadio empezó a hacer un fortín, llegando a la antepenúltima jornada a apenas 3 puntos de la salvación. Sin embargo, en la penúltima jornada, el Guadix confirmó su descenso a Primera Andaluza tras caer 3-2 ante el C.D. Huétor Tájar. La temporada resultó ser todo un desastre, y sobrevolaron fantasmas del pasado en Guadix ante una posible desaparición del club debido a la pobre situación económica. No obstante, a finales de julio, la RFEF confirmó tanto al C.D. Huétor Vega como al Guadix (últimos equipos descendidos por orden) su permanencia un año más en Tercera, debido al aumento del número de equipos (22) y a la gran cantidad de ascensos desde el Grupo 9 a la Segunda División B de España.
Debido a esto se produjo una reconstrucción de cara a la temporada 2018/19 en el seno de la entidad para evitar caer de nuevo en el mismo error que la temporada pasada. Entró una nueva directiva, presidida por Antonio Valverde que invirtió más en el equipo gracias a los proyectos pactados con el ayuntamiento para la fomentación del equipo. En cuanto a lo deportivo, se renovó a Padial como entrenador, por su buena forma de trabajo pese a que no evitó lograr el descenso de categoría, y se apostó por jugadores con experiencia en la categoría para no evitar la misma inexperiencia que la temporada pasada. Con estos mimbres, el Guadix ha vuelto a renacer una vez más, y marcha actualmente como líder del Grupo 9 de la Tercera División disputadas 9 jornadas. No obstante, tras su primera derrota de la temporada 2-1 ante el C.D. Martos en la jornada 10, comenzaría una terrible racha que ha llevado al Guadix de nuevo a los puestos de descenso tras un inicio esperanzador y que ha acabado incluso con su técnico Gabri, que fue nombrado mejor técnico de la categoría del mes de septiembre. Desde esa citada jornada 10, el equipo cosechó 10 puntos de 60 posibles (con ridículos como el 7-0 que le endosó el C.D. Linares), que acabaron con el despido de Gabri el 16 de febrero tras una durísima derrota en casa 0-3 ante el C.D. Alhaurino en la jornada 29. Desde ese momento, tomó posesión del equipo el exjugador Jesús Sierra con el único objetivo de revertir la situación y el estado psicológico del equipo para intentar lograr la salvación en las 13 jornadas que restan. No obstante, los comienzos de Sierra tampoco fueron buenos, ya que en sus cinco primeros partidos, el equipo apenas sumó dos empates y perdió tres partidos, dos de ellos por sendas goleadas a domicilio ante rivales directos como el Atarfe Industrial y el U.D. Ciudad de Torredonjimeno que hacían peligrar ya seriamente el puesto del Guadix en Tercera. En su sexto partido (jornada 35) sumó su primera victoria al vencer 1-0 al Atlético Mancha Real, primera del Guadix en todo 2019 (llevaba sin ganar tres meses, desde la última fecha de 2018) colocándose el Guadix a seis puntos de la salvación a falta de 7 partidos.

## Uniforme
- Uniforme titular: Camiseta blanca y roja, pantalón blanco, medias blancas.
- Uniforme alternativo: Camiseta roja, pantalón rojo, medias rojas .

## Temporadas
- Temporadas en Segunda División B: 4.
- Temporadas en Tercera División: 20.
- Temporadas en Primera Andaluza: 8.

## Estadio
El Estadio Municipal de Guadix es el estadio donde el Guadix disputa sus encuentros como local. El campo es de césped artificial. Su capacidad es de 3.000 espectadores. Fue inaugurado en el año 1957 y se encuentra en la Avenida Pedro de Mendoza y Luján, s/n.
A lo largo de su historia, el Guadix ha jugado en tres campos: San Antón, el seminario donde está el castillo de La Alcazaba y La Espartera o Polideportivo Municipal de Guadix que es el actual.

## Brigada Accitana
La Brigada accitana es el grupo ultra de aficionados al Guadix Club de Fútbol. Es un grupo formado por 50 jóvenes de la ciudad que acompaña al equipo en sus partidos como local.
Una de sus más sonada participación fue en el partido de ascenso a Tercera frente al Alhaurín de Málaga, al que se trasladaron hasta Málaga en tres autobuses y animaron a su equipo durante todo el partido.

## Categorías inferiores
El Guadix CF cuenta con equipo senior y equipo juvenil.
Las categorías inferiores forman parte del Guadix Atlético al que el Guadix CF está unido a través de una filialidad.

## Palmarés
- Regional Preferente de Andalucía: 1
- Fase autonómica Copa Federación de Andalucía Oriental: (1) 1997-98